# 綜合技術站
綜合技術站（羅馬化：Politekhnicheskaya）是俄羅斯聖彼得堡地鐵基洛夫－維堡線的一個車站，開通於1975年12月31日。車站的站名來自於附近的聖彼得堡國立技術大學。